# 土門正夫
土門 正夫（どもん まさお、1930年3月24日 - 2017年5月2日）は、日本のアナウンサー。日本放送協会（NHK）の在職を経て、フリーアナウンサーやスポーツコメンテーターとして活動していた。

## 来歴
神奈川県横浜市生まれ。神奈川県立工業学校に進学し、2年目に海軍航空隊の予科練の試験を受け入学。1945年11月に復員して神奈川工業に復学、1947年に卒業。
1951年日本大学専門部機械科を卒業しNHKに入局。広島局、大阪局を経てから東京アナウンス室で勤務。
主にスポーツ中継の実況を担当。1960年ローマオリンピック（日本へ向けた初のテレビ中継）から、1984年ロサンゼルスオリンピックまで、合計7回の夏季オリンピック放送を担当した。
オリンピック中継では特にバレーボールの中継担当者として知られ、1964年東京オリンピックでは女子バレーボール決勝の日本×ソビエト連邦戦のラジオ実況中継アナウンス、1972年ミュンヘンオリンピックでは男子バレーボールの準決勝の日本×ブルガリア、決勝戦の日本×東ドイツの2試合のテレビ実況中継アナウンスを担当した。
また、1964年の東京オリンピック閉会式では、各国の選手が混じり合ってスタジアムに入ってくる予定外の状況にとまどい、カメラに映し出される情景を随時伝えていった。予定されていたプログラムと大きく離れたことから、他の中継スタッフともども大変な放送をしてしまったという思いを抱いていたが、渋谷の放送センターに戻ると他の職員から賞賛の拍手を受けた。この経験から、スポーツのテレビ中継はその場面に応じた内容を伝えるものだということに気づいたと後年語っている。
なお、土門本人は自らのオリンピック中継で印象に残る場面としては「ロサンゼルスオリンピック（1984年）の女子マラソンのラジオ中継を担当した際に、フラフラになりながら競技場に入ってきたガブリエラ・アンデルセン（スイス）のゴールシーンだった」ことを語っている。
1960年代に入ってからは『NHK紅白歌合戦』にも何度か登場し、1963年の第14回から1965年の第16回まではテレビ実況を、1974年の第25回では中江陽三アナウンサーとともに進行役をそれぞれ務めた。
スポーツ実況をメインとしていたが、芸能から教養まで多彩な番組に登場し、オールラウンド・アナウンサーとして明るく軽妙な語り口で知られた。
1987年に定年を迎えた後も同局のアナウンス室専門委員として番組を受け持った。
1988年、NHKを離れ、フリーのアナウンサー・スポーツコメンテーターに転身。関西方面を中心に活動し、サンテレビと東海ラジオでプロ野球中継の実況・解説を担当。元NHKアナウンサーにも関わらず、かなり阪神タイガース贔屓の実況にスタンスを変えた。これは土門自身が「私は小学生の時からの阪神タイガースファンであった」ためでもあったという。
1991年6月13日、1987年から最下位と5位に低迷し、さらにこの年も前日まで9連敗を記録して最下位にいた阪神の、神宮球場における5位ヤクルト11回戦を実況。温和ながらも阪神側のスタンスから実況していたところ、試合が中盤までかなりの阪神劣勢で進んでいたところへさらにヤクルト打線が爆発。阪神投手陣は打者一巡の猛攻を誰も止められず、球場のヤクルトファンから大歓声が上がる。このとき、「(ライトと1塁側の)スタンドではヤクルトファンによるウェーブが起こっています。ホームベースと3塁側まで回って(阪神ファンのいる)外野まで届こうとしています」「ああっ！レフト側の阪神ファンまでもが一緒になってウェーブをやっています！」「何ということでしょう。涙が出てきました。テレビの前の皆さん、お願いします。チャンネルを変えないで下さい。スイッチを切らないで下さい。そしてこの光景を目に焼き付けてください。これが、1991年の阪神タイガースの、まぎれもない現実の姿です！」と実況を行った。
現役のスポーツアナウンサー時代には、試合開始の何時間も前から球場入りしてチーム関係者に自ら取材するなど現場の空気を視聴者に伝える努力を怠っていなかった。
NHK退職後はスポーツを中心とした講演活動に対して積極的に取り組む一方で、日本大学藝術学部放送学科で教鞭を執っていた。2000年に全ての活動を引退しており、晩年は隠棲生活を送っていた。ただし、イベントの司会を務めることがあったほか、2013年には日本ラグビーフットボール選手権大会のうち、映像が保存されていなかった新日本製鐵釜石7連覇時の1984・85年の決勝の中継ビデオをNHKに提供している。
2017年5月2日午後9時42分、肺気腫により横浜市内の病院で死去。87歳没。

## 実況を担当したオリンピック

### 夏季
- 1960年ローマオリンピック
- 1964年東京オリンピック[18]
- 1968年メキシコシティーオリンピック[19]
- 1972年ミュンヘンオリンピック[20]
- 1976年モントリオールオリンピック
- 1984年ロサンゼルスオリンピック

### 冬季
- 1964年インスブルックオリンピック
- 1968年グルノーブルオリンピック
- 1972年札幌オリンピック
- 1976年インスブルックオリンピック
- 1980年レークプラシッドオリンピック
- 1984年サラエボオリンピック

## 担当番組

### NHK在籍時
- NHK紅白歌合戦
- スポーツアワー
- 地域スペシャル
- NHKプロ野球[注 15]
- 高校野球中継[注 16]
- 大相撲中継
- そのほか多数のスポーツ番組を担当

### フリー転向後
- プロ野球中継（各局）
  - 東海ラジオ ガッツナイター（東海ラジオ）[注 17]
  - サンテレビボックス席（サンテレビ） ※1988年から2000年まで担当[注 18]

## 著書
- 『燃える甲子園・球児たちの汗と涙』（1977年、廣済堂出版）
- 『あらゆるスポーツ面白ブック』（1983年、日本実業出版社）